# Анимационно-игровой фильм
«Анимационно-игровой фильм» (англ. Live-action animated film) — кинематографический жанр, который сочетает в себе игровое кино с анимацией. Проекты, которые являются как игровыми, так и компьютерными анимационными, как правило, имеют вымышленных персонажей или фигур, представленных членами актёрского состава через захват движения, а затем анимированных и смоделированных аниматорами. Фильмы, которые являются игровыми и рисованно-анимационными, используют нарисованные от руки, компьютерные изображения или покадровую анимацию.

## История
Во время популярности немого кино в 1920-х и 1930-х, среди популярных мультфильмов польско-американского аниматора Макса Флейшера был сериал, где Клоун Коко взаимодействовал с живым миром, например, боксировал с живым котёнком. Под впечатлением от этого, первой попыткой Уолта Диснея, задолго до Oсвальда, счастливого кролика (родился в 1927) и Mикки Мауса (родился в 1928), были комедийные мультфильмы про Алису Alice Comedies. В них молодая девушка по имени Алиса (игровой персонаж), взаимодействовала с анимационными персонажами мультфильма.
В прошлом многие фильмы сочетали  кукольную анимацию, используя рирпроекцию: фильмы Уиллиса О'Брайена и Рея Гарригаузена в США, Александра Птушко, Карела Земана и Ян Шванкмайера в Восточной Европе. Первым таким полнометражным фильмом стал Затерянный мир.
«Кто подставил кролика Роджера» — фильм студии Disney и Amblin Entertainment вышел на новый уровень с использованием передовых компьютерных изображений и «реалистического» изображения взаимодействия анимационных персонажей и живых актёров.

## Исключения
С конца 1990-х годов некоторые фильмы включали в себя большое количество фотореалистичной компьютерной анимации наряду с живой съёмкой, таких как трилогия приквелов «Звёздных войн», трилогия «Властелин колец» и франшиза «Аватар». Эти фильмы, как правило, не считаются анимированными из-за реалистичности анимации и использования захвата движения, которые широко основаны на живых выступлениях, внедряя движения и выражения лица актёров в их персонажей. Роджер Эберт сказал, что «на мой взгляд, это не анимация, если только она не выглядит как анимация».